# Dicamixus longipes
Dicamixus longipes är en stekelart som först beskrevs av Szepligeti 1916.  Dicamixus longipes ingår i släktet Dicamixus och familjen brokparasitsteklar. Inga underarter finns listade i Catalogue of Life.